# الأرمن في اليونان
الأرمن في اليونان (باليونانية: Αρμένιοι)‏ هم مواطنون يونانيون من أصل أرمني. بدأ الوجود الأرمني في اليونان منذ قرون عندما استقر الأرمن، لأسباب مختلفة، في المنطقة الأوسع من ثيساليا ومقدونيا (سالونيك) وتراقيا. يمكن أيضًا العثور على آثار للأرمن في جزر كريت وكركيرا اليونانية (كورفو). ومع ذلك، اكتسب الأرمن في اليونان طابع المجتمع بعد عشرينيات القرن الماضي، عندما فر 70,000 إلى 80,000 من الناجين من الإبادة الجماعية للأرمن  إلى اليونان من قيليقيا، سميرنا، إيونيا، القسطنطينية ومناطق أخرى في آسيا الصغرى، وإنتشروا في كل أنحاء اليونان
اليوم، أدت الهجرة إلى أمريكا الشمالية إلى تقليص عدد السكان الأرمن في اليونان. يبلغ العدد الآن ما يقرب من 20000 إلى 35000 أرمني.

## المرحلة المبكرة
يعود وجود الأرمن في اليونان إلى العصر البيزنطي، عندما استقر الأرمن في ثيساليا ومقدونيا وتراقيا وجزيرة كريت وكركيرا لأسباب مختلفة مثل العمل والهروب من الحروب. كان هناك العديد من الأباطرة البيزنطيين من أصل أرمني (مثل آرتاباسدوس) إلخ.
يمكن العثور على دليل إضافي على وجودهم في اليونان في العديد من الشهادات التاريخية، وتاريخ الأنساب لبعض العائلات الأرمنية القديمة وأسماء بعض البلدات أو القرى التي تحمل أسماء أرمينية، مثل قرية ثيساليا القديمة التي كانت تسمى أرمينوس، وهي قرية بين مدينتي لاريسا وفولوس التي تسمى أرمينيو ومستوطنات أخرى في أماكن مختلفة من البر الرئيسي لليونان وكريت والجزر.

## القرن التاسع عشر
نقلت إحدى الصحف في ميونيخ عن حوالي 87.000 أرمني «معظمهم في اليونان» في عام 1823.
في عام 1890، كان هناك مجتمع صغير من الأرمن في أثينا وفي بيرايوس من حوالي 150 شخصًا تحولوا إلى 600 بعد ضم سالونيك (1912) وبعض مدن مقدونيا بعد حروب البلقان.
خلال مذابح الحميدية، تم إيواء الأرمن الذين تمكنوا من الفرار والذين تم إنقاذهم من المذابح في ميناء بيرايوس. تمتع أكثر من 1000 أرمني بضيافة اليونانيين. في ذلك الوقت، أظهر رئيس وزراء اليونان، ثيودوروس ديليجيانيس، مودة أبوية لهم

## أوائل القرن العشرين
بعد حملة الإبادة الجماعية التي شنتها الإمبراطورية العثمانية ضد الأرمن واليونانيين، رحبت اليونان بتدفق كبير من اللاجئين يتكون من حوالي 80.000 أرمني و 1500.000 يوناني إلى بلادها. جاء معظم اللاجئين من قيليقية وسميرنا وإيونيا والقسطنطينية ومناطق أخرى من آسيا الصغرى. كان اليونانيون الأرمنيون نشيطين للغاية في الفن والتجارة والعديد من المجالات.

## بعد استقلال أرمينيا في 1991
حصلت أرمينيا على استقلالها من الاتحاد السوفيتي في عام 1991. وقد واجهت مشاكل هائلة بسبب زلزال سبيتاك عام 1988، وبعد فترة وجيزة من قيام الدولة، انخرطت في حرب قره باغ الأولى. شكل هذا تحديًا جديدًا للأرمن في اليونان (تمامًا مثل الأرمن في الشتات بأكمله). وقد حاولوا مساعدة بلدهم عندما ضرب الزلزال المدمر الجزء الشمالي من بلادهم، ثم مساعدتها في الصراع في قره باغ، تلاه مشاكل اقتصادية ومعيشية كبيرة مثل الجوع والعطش للطاقة بسبب الحصار المفروض على أرمينيا. من قبل تركيا وأذربيجان. كما تم تغطية الإقامة المؤقتة ورعاية مئات اللاجئين الذين لجأوا إلى اليونان بدرجة واحدة من قبل الجالية الأرمنية.
اعتبارًا من عام 2007، يقدر عدد الأرمن في اليونان بحوالي 20.000 إلى 35.000، يعيشون بشكل رئيسي في أتيكا (أثينا وبيرايوس والضواحي) وفي مجتمعات أصغر في سالونيك وكافالا وكوموتيني وزانثي وألكسندروبوليس وديديموتيتشو وأوريستيادا وكريت. .غالبية الأرمن اليونانيين هم من الأرمن المسيحيين الرسوليين، والباقي من الكاثوليك والإنجيليين. يوجد عدد من المؤسسات الأرمنية في اليونان.

## إنظر أيضا
• شتات أرمني
 • العلاقات الأرمنية اليونانية